# Marny Eng
Marny Eng (...) è un'attrice e stuntwoman canadese.
Marny Eng è stata una stuntwoman e coordinatrice degli stuntmen per più di 100 film.
Come attrice, è apparsa in Scary Movie 3 - Una risata vi seppellirà.
Marny Eng appare anche con i nomi d'arte di Marney Eng, Marnie Eng o Marni Eng.

## Filmografia parziale

### Attrice
- Scary Movie 3 - Una risata vi seppellirà (Scary Movie 3), regia di David Zucker (2003)

### Stuntman
- Jumanji (1995)
- Air Bud 2 - Eroe a quattro zampe (1998)
- Snow Dogs - 8 cani sotto zero (2002)
- Scary Movie 3 - Una risata vi seppellirà (2003)
- Io, lei e i suoi bambini (2005)
- I Fantastici Quattro (2005)
- Smallville (1 episodio, 2006)
- I Fantastici 4 e Silver Surfer (2007)
- Diario di una schiappa (2010)
- Diario di una schiappa 2 - La legge dei più grandi (2011)